# لوئیس دانکن
لوئیس دانکن استاینمتز (انگلیسی: Lois Duncan Steinmetz؛ زادهٔ ۲۸ آوریل ۱۹۳۴-درگذشت ۱۵ ژوئن ۲۰۱۶) یک نویسنده، و رمان‌نویس اهل ایالات متحده آمریکا بود. او دو رمان نخستش را تحت نام مستعار لوئیس کری (به انگلیسی: Lois Kerry) نوشت.
وی در سال ۱۹۹۲ میلادی جایزه مارگارت ادواردز را از سوی انجمن کتابخانه آمریکا؛ برای مشارکت در نوشتن برای نوجوانان؛ دریافت کرد.

## فیلم‌شناسی
- هتلی برای سگ‌ها